# Río Chagres
El río Chagres es una corriente de agua continua de Panamá que desemboca al noroeste en el mar Caribe. Está localizado entre las provincias de Panamá, Panamá Oeste y Colón. En su curso medio se encuentra la represa de Gatún, con la cual se formó el lago artificial Gatún, que conforma el canal de Panamá. Sus aguas por tanto desaguan en dos océanos distintos.
Fue descubierto en 1502 por Cristóbal Colón, quien le dio el nombre de Río de los Lagartos por los cocodrilos que allí encontró. También lo visitaron el comandante Diego Cueto y su timonel Pedro de Umbria en 1506.
Su cuenca está cubierta por espesos bosques tropicales.

## Toponimia
El río tuvo distintos nombres. Cuando el río fue avistado por primera vez en el cuarto viaje de Cristóbal Colón en 1502, quienes lo llamaron como “Río de los Lagartos” por la gran cantidad de caimanes que habitaban en sus orillas.
A partir de las exploraciones de Diego de Albítez entre 1514 y 1515, se le denominó como “Río de Chagre“, en honor al cacique que habitaba en sus orillas. Posteriormente, el nombre se deformó pluralizándole, llamándose de Chagres al extender el nombre del cacique a todos los indígenas de la tribu, conocidos como los indios Chagres, y que incluía a todos los que procedían de aquella región; el nombre se mantuvo para el río.

## Historia
En 1527 el emperador Carlos I de España y V del Imperio Germánico le encarga a Hernando de la Serna que buscara un camino que atravesara el istmo de Panamá, para comunicar los océanos Atlántico y Pacífico. Al terminar su exploración quedó definido el Camino de Cruces, cuyo recorrido enlazaba la ciudad de Panamá con Venta de Cruces, navegando por el río Chagres.
El mencionado Camino de Cruces fue muy popular hasta el siglo XVIII, volviéndose a centrar la atención nuevamente en el río a finales del siglo XIX como soporte del Canal. Hernando de la Serna fundó el poblado de Chagres en su desembocadura y en ella se construyó el fuerte de San Lorenzo. 
En su cauce se transportaron mercancías que venían de la Ciudad de Panamá a pie llegando al poblado ribereño de Cruces y luego se navegaba por el río Chagres hasta su desembocadura en el Mar Caribe. En sus inmediaciones se creó en 1985 el Parque Nacional Chagres, un espacio natural protegido de 129.000 hectáreas.